# Phelliactis hydrothermala
Phelliactis hydrothermala is een zeeanemonensoort uit de familie Hormathiidae. De anemoon komt uit het geslacht Phelliactis. Phelliactis hydrothermala werd in 2007 voor het eerst wetenschappelijk beschreven door Sanamyan & Sanamyan. 